# Parque Natural Municipal Saint'Hilaire
O Parque Natural Municipal Saint' Hilaire (também grafado Saint-Hilaire) é uma Unidade de Conservação da Natureza, categoria Parque, pertencente ao município brasileiro de Porto Alegre. Sua área está dividida entre os municípios de Viamão (a maior parte) e Porto Alegre. O parque é aberto para visitação. A entrada está em Viamão, na avenida Senador Salgado Filho, 2785, bairro Vera Cruz.
Com mais de mil hectares, divididos entre 240 hectares destinados ao lazer e 908,62 hectares para preservação permanente, é uma das principais áreas verdes da região metropolitana de Porto Alegre, tem significativa biodiversidade nativa e recebe cerca de 125 mil visitantes por ano, mas também tem grandes problemas de financiamento, administração, poluição, ocupação ilegal, saneamento e segurança.

## Histórico

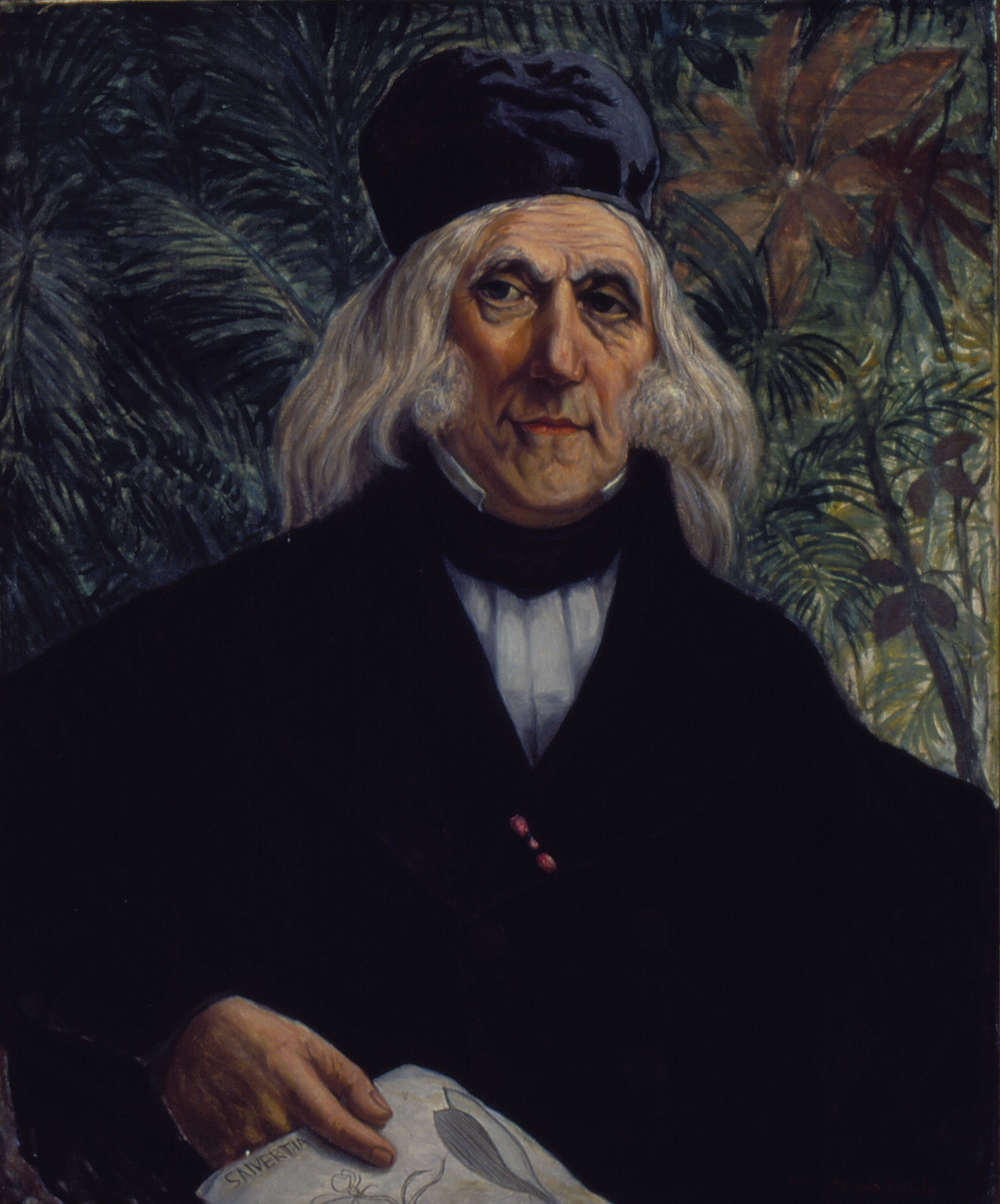
Auguste de Saint-Hilaire (1799-1853)

O Parque Saint-Hilaire foi criado com a aquisição do patrimônio da Companhia Hidráulica Porto Alegrense, uma empresa privada, pelo município de Porto Alegre, através do Decreto-lei nº 211 de 7 de novembro de 1944.
Desde 1861 a Companhia Hidráulica Porto Alegrense captava água em diferentes locais com fins de distribuição à população, no fim do século comprou uma grande área de terras situadas em torno da Lomba do Sabão, entre os municípios de Viamão e Porto Alegre, e em 1898 lá foram construídos tanques e uma represa para captação da água de seis arroios: Casa Velha, Dilúvio, Pequeno Dilúvio, Taquara, Vitorino e Sem Nome. A água, captada e tratada, era bombeada para a Hidráulica Moinhos de Vento, para distribuição à população. O recalque da água utilizava a madeira para gerar energia, motivo pelo qual a Companhia plantou eucaliptos no local. A sua importância hídrica foi o motivo pelo qual a Prefeitura de Porto Alegre adquiriu a área, com fins de proteção da qualidade ambiental da bacia hidrográfica e suas nascentes.

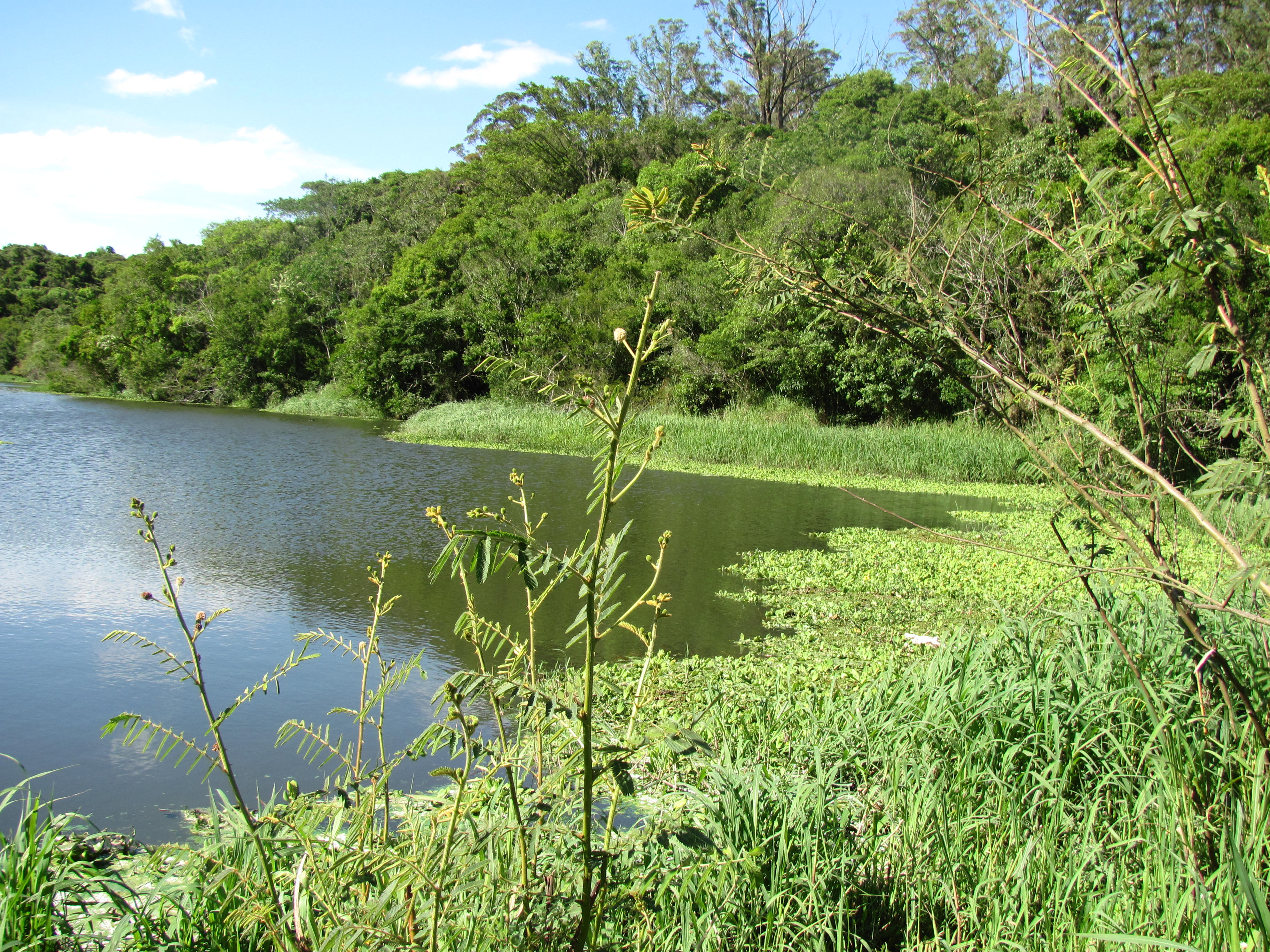
Parte da Represa da Lomba do Sabão

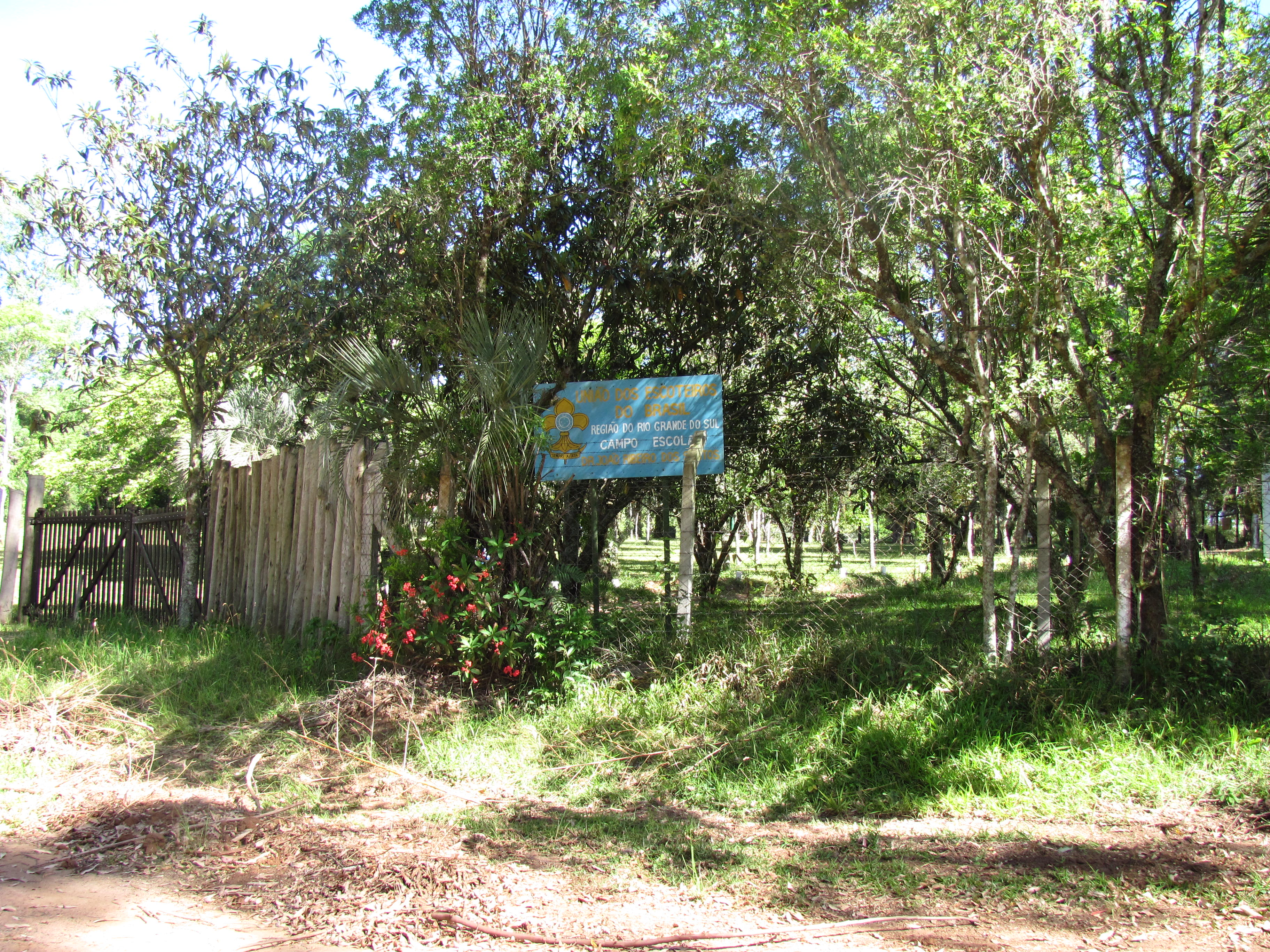
Campo de escoteiros

O patrimônio da Companhia Hidráulica era constituído por 1.115,32 hectares de terras com benfeitorias e equipamentos. Pela Lei Municipal nº 16 de 29 de novembro de 1947 foi denominado Jardim Botânico Municipal Saint-Hilaire, em homenagem ao insigne naturalista francês Auguste de Saint-Hilaire, que deixou um vivo relato sobre a sociedade e natureza do Rio Grande do Sul em seu livro Viagem ao Rio Grande do Sul, de 1820. O Jardim Botânico foi então colocado sob a gerência da Diretoria Geral de Águas e Esgotos, assim permanecendo até 1957, quando passou para a Divisão de Parques da Secretaria Municipal de Obras e Viação.
Desde 1976 passou a ser administrado pela recém-criada Secretaria Municipal do Meio Ambiente de Porto Alegre. Nesta ocasião definiu-se seu nome atual e duas seções com funções diferentes: 950 hectares destinados para preservação permanente e 230 hectares para uso recreativo. Em 1990, o Decreto nº 9.733 alterou as dimensões das áreas para 940 e 240 hectares. Em 2002 recebeu um Plano Diretor de Manejo Participativo, e em 16 de setembro de 2003, foi enquadrado no Sistema Nacional de Unidades de Conservação da Natureza. Atualmente sua área total é de 1.148,62 hectares, dos quais 240 hectares são destinados ao lazer e 908,62 hectares para preservação permanente.
O parque foi negligenciado, sofreu muito vandalismo, e foi invadido por posseiros. Em 2000 havia mais de mil casas dentro de seus limites. A construção é proibida em toda a área do parque, salvo para instalação de equipamentos necessários ao seu funcionamento. A ocupação ilegal tem infraestrutura precária, sofre alagamentos periódicos e também transformou alguns setores em depósitos de lixo, criando problemas de saúde pública e poluição. A represa também é poluída pela lavagem de roupas, banho de pessoas, acúmulo de lixo e despejo de esgoto doméstico. A pesca na represa e nos banhados é ilegal mas é praticada.
Essa situação gerou protestos da população de Viamão, pois a maior área está neste município e é uma de suas principais áreas de lazer. Em 2022, devido aos conflitos e para melhorar seu manejo, foi lançado um projeto de lei para divisão do parque em dois: um localizado no território de Viamão, com 82% da área total, e outro, no território de Porto Alegre, com 18% da área. Ambas as áreas continuariam propriedade do município de Porto Alegre, mas cada prefeitura cuidaria da administração da área em seu território. A Câmara de Viamão aprovou o projeto, mas é necessária a aprovação pela outra parte, a Câmara de Porto Alegre, e até outubro de 2022 o tema ainda estava sendo debatido.

## Unidade de Conservação de Proteção Integral

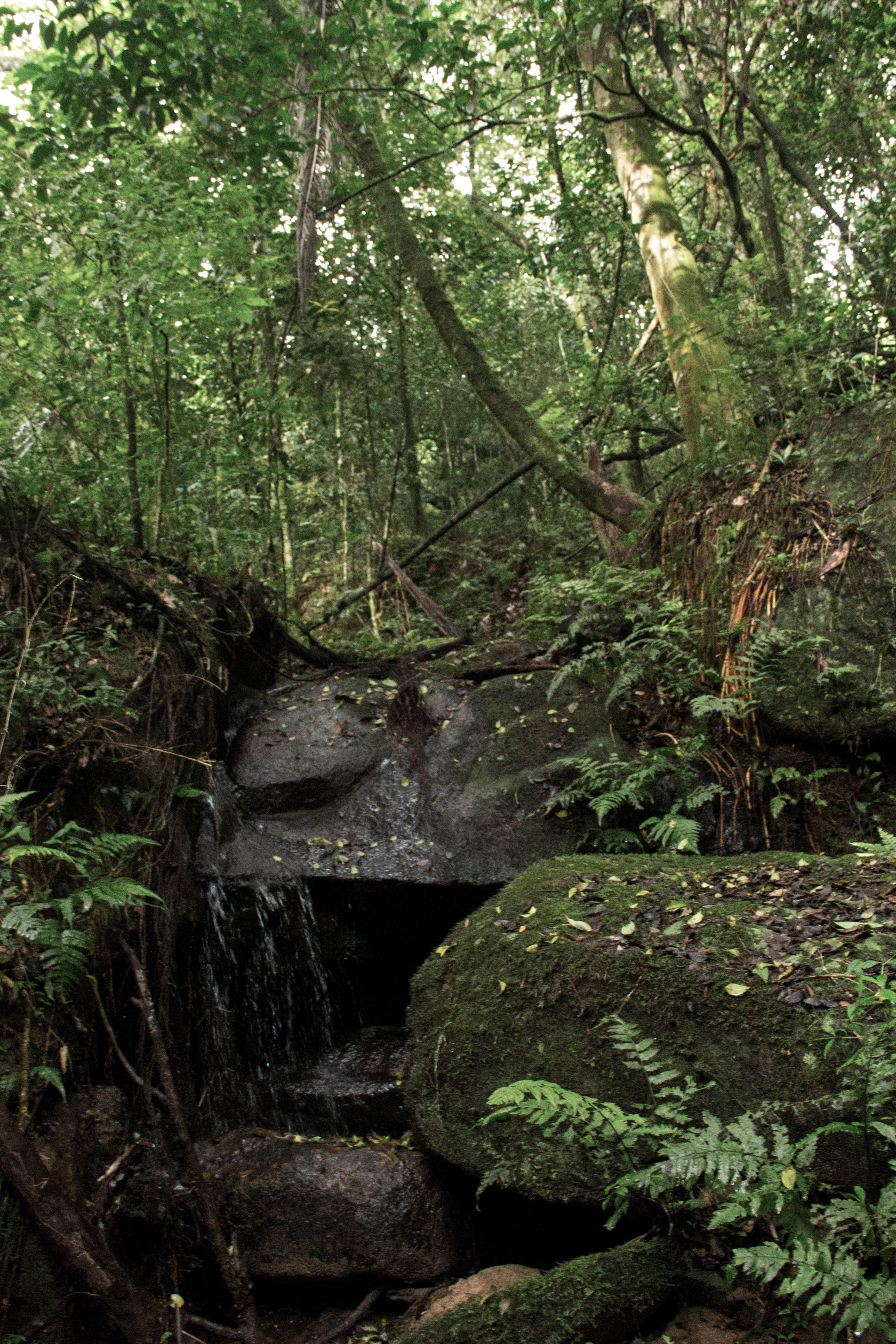
Nascente do Arroio Dilúvio

O Parque foi enquadrado no Sistema Nacional de Unidades de Conservação da Natureza em 2003, pelo Decreto Municipal nº 14.289, com os seguintes objetivos:
- I - proteção e preservação dos ecossistemas e da diversidade biológica;
- II - obtenção de conhecimentos científicos básicos e incentivos à pesquisa;
- III - integração da Unidade de Conservação (U.C.) com o entorno;
- IV - educação sócio-ambiental continuada;
- V - operacionalização da Unidade de Conservação;
- VI - revisão periódica do Plano de Manejo.

## Ecologia do parque
A sua importância para o meio ambiente reside no fato de ser local das nascentes do Arroio Dilúvio, possuindo papel fundamental na conservação da bacia hidrográfica, e por manter remanescentes de Mata Atlântica e do bioma Pampa em região urbana. Sua flora original foi alterada antes da sua regulamentação com o plantio de mais de 450 mil exemplares de Eucalyptus, e com a construção de uma represa para regularização do arroio Dilúvio, que criou vários banhados na área, os quais, entretanto, servem hoje como pontos de nidificação de várias espécies nativas. 
O parque tem variedade morfológica, com áreas de mata nativa, mata plantada, banhados e campos, com rica biodiversidade. Um levantamento Efe et al. identificou 133 espécies de aves, e um levantamento de Mello et al. identificou 260 espécies de plantas.
O Viveiro Municipal está localizado dentro do Parque e ocupa uma área de 10 hectares, desenvolvendo atividades de produção e pesquisa de espécies nativas próprias para a arborização da cidade em suas ruas, parques e praças.
A importância deste trabalho reside na necessidade de preservar as espécies nativas que, por sua vez, dão sustentabilidade para a fauna nativa, proporcionando alimento e abrigo para elas. A arborização também tem efeito sobre o clima e a poluição, no primeiro caso melhorando as condições e, no segundo, diminuindo os efeitos.